# Weilheim (Monheim)
Weilheim is een plaats in de Duitse gemeente Monheim, deelstaat Beieren, en telt 303 inwoners (2006).